# Barbier-Wieland-Abbau
Der Barbier-Wieland-Abbau ist eine Namensreaktion der organischen Chemie, welche 1912 von Heinrich Wieland (1877–1957) und 1913 von Philippe Antoine François Barbier (1848–1922) veröffentlicht wurde. Bei der Reaktion wird die Kohlenstoffkette einer aliphatischen Carbonsäure höherer Ordnung um ein Kohlenstoffatom verkürzt.

## Übersichtsreaktion
Der Abbau geschieht in mehreren Reaktionsschritten (Veresterung, Grignard-Reaktion, Eliminierungsreaktion, Oxidation).

## Reaktionsmechanismus
Im vorgeschlagenen Reaktionsmechanismus wird die Carbonsäure 1 zunächst verestert. Der entstandene Carbonsäureester 2 reagiert nun mit einer Grignard-Verbindung unter einer Grignard-Reaktion. Nachdem sich das Zwischenprodukt 3 gebildet hat, folgt die 2. Grignard-Reaktion. Es entsteht der Alkohol 4. Daraufhin folgt eine Acetylierung mit Essigsäureanhydrid (Ac2O), woraufhin ein neuer Ester 5 gebildet wird. Nach Abspaltung der Essigsäure entsteht das Alken 6, welches durch oxidative Spaltung der C=C-Doppelbindung zur gewünschten Carbonsäure 7 abgebaut wird.

## Modifikation
Der Abbau kann auch mit anderen Oxidationsreagenzien und Grignard-Verbindungen angewendet werden.

## Anwendung
In den 1930er- bis 1950er-Jahren wurde der Barbier-Wieland-Abbau zur strukturellen Aufklärung von Säuren verwendet.